# Aeropuerto La Cumbre
El Aeropuerto La Cumbre (FAA: CUM, IATA: LCM, OACI: SACC) es un pequeño aeropuerto ubicado en la ciudad cordobesa de La Cumbre. El mismo también es conocido como Aeródromo de La Cumbre o aeropuerto de Córdoba-La Cumbre.
Se encuentra a 5 km al suroeste del centro de La Cumbre, accediendo por una avenida asfaltada desde la ruta nacional N° 38.
El aeropuerto data de fines de 1945 y pertenece al Aeroclub de La Cumbre.
El mismo fue construido con el fin de alojar a los aviones del mencionado aeroclub. 
Desde fines de los años 40 el aeropuerto contó con vuelos regulares hacia las ciudades de Córdoba y Buenos Aires efectuados en aviones Douglas DC 3, por las empresas Zonda, Aeroposta y Fama Internacional que luego se fusionaron formando Aerolíneas Argentinas. Gracias al trabajo de hombres como Rebufo y Gardella, el aeropuerto gozó de un buen éxito que hizo crecer enormemente el turismo en la localidad.
Durante la década del 60, los vuelos regulares continuaron con menores frecuencias, en aviones Avro 748 hasta que fueron cancelados por Aerolíneas Argentinas por baja rentabilidad, aunque las cifras demostraban lo contrario.
El aeropuerto posee tres hangares, una pista de 1245 metros de largo por 45 de ancho, un helipuerto y un tanque de agua para abastecimiento de aviones hidrantes.
En el año 2010 se inauguró el tercer hangar y posteriormente se sumó un nuevo avión, un Cessna Caravan LV-CMD patrocinado por Red Bull que se utiliza especialmente para vuelos de paracaidismo.
El aeródromo posee una amplia actividad deportiva donde se destacan vuelos en planeadores, trikes, paracaidismo, entre otros; Además de ser utilizado para vuelos privados y vuelos de personal de gobierno.
Es un lugar de vital importancia en temporadas de incendios, dado que posee instalaciones suficientes para surtir de agua a los aviones hidrantes; Como así también para actividades de helicópteros de búsqueda y rescate.
Actualmente funciona una pequeña escuela de vuelo, además de otros servicios como el restaurante llamado "Aeroposta".
Debido a que se encuentra ubicado en el Gran Córdoba, el aeródromo de La Cumbre permanece bajo el Área de Control Terminal Córdoba (TMA Córdoba).

## Aerolíneas y destinos
Ésta terminal aérea es documentada oficialmente como aeropuerto y posee autorización para vuelos civiles y comerciales.
A mediados del siglo XX, el aeropuerto contó con vuelos de Aerolíneas Argentinas a las ciudades de Córdoba y Buenos Aires.
En la actualidad ninguna línea aérea ofrece vuelos regulares, aunque existen intenciones que el aeroclub en un futuro vuelva a tenerlos.

## Extracto de la Junta Histórica La Cumbre
AERO CLUB LA CUMBRE
Historia de una pasión
Todo comenzó una fría noche de junio de 1943, en la casa que ocupaba Miguel Gou, en calle Rivadavia esquina Alberdi, en este lugar había funcionado el Club Social de La Cumbre, en la década del 30 y en ese momento era un comercio de venta de vinos.
El dueño de casa había convocado a esta reunión a un grupo de jóvenes, todos amantes de la aviación, desde aeromodelistas a pilotos civiles.
Tras una larga charla, el 14 de junio quedó conformada la primera comisión del Aero Club de Planeadores La Cumbre, cuya finalidad primaria era difundir la práctica del vuelo sin motor.
Por mociones propias, asumieron como presidente Miguel Gou y secretario Leslie Gordon Fraser. En tanto fue elegido vicepresidente Alfredo Peralta y tesorero Hugo Moreno.
Completaban la entidad recién conformada Oscar Heredia, Guillermo Sánchez, José Pascual Gomar, Fernando Loza, Ángel Molinari, Roberto Bustos, Gilberto Reyna, José Giménez, Víctor Roberts, Ramón Bustamante, Julio Ochoa, Alberto Olmos, Eduardo Fernández, Enrique Soria, Silvio Wolf, Amado y Luis Acevedo.
La primera comunicación formulada al Centro Comercial, está fechada el 13 de octubre y señala que el 27 de septiembre de ese año 43 quedó instituido el Aero Club de Planeadores, solicitando la cooperación por «tratarse de una finalidad altamente patriótica».
Los inicios accidentados
De acuerdo a lo manifestado por Hugo Moreno «comenzamos con aeromodelismo y luego con un planeador Zogling 33, propiedad de Augusto Kuderman de la localidad de La Falda; hacíamos vuelos cortos remolcados por un viejo automóvil Buick, en una de esas pruebas se precipitó a tierra, casi destruyéndose, sin que le pasara nada al piloto». 
En su relato Moreno cuenta que «al poco tiempo lo trajimos para repararlo en un galpón del señor Yábale, donde años más tarde se construyera la confitería El Toboso». 
Dos años más tarde, el 23 de octubre de 1945, el Aero Club de Planeadores logra la personería jurídica bajo el nombre de Aero Club La Cumbre, según el decreto 19037, y de acuerdo a sus estatutos los objetivos son «estimular el progreso y desarrollo de la aviación en todas sus formas, difundiendo los conocimientos y adelantos de la aeronáutica, celebrando y tomando parte en conferencias, congresos y exposiciones, formulando encuentros, organizando festivales, concursos, etc., propendiendo al desarrollo aeronáutico de acuerdo a las directivas que imparta la Dirección General de Aeronáutica Civil, en lo que se refiere a la instrucción y entrenamiento de alumnos para formar pilotos».
Sin escatimar esfuerzos
Casi en el mismo circuito de carreras de Ford T, estos pioneros de la aviación en La Cumbre realizaban sus primeras prácticas aéreas. 
En 1947, el Centro Comercial, también interesado en los vuelos de cabotaje, en este caso con la empresa Zonda, alquila 21 hectáreas de campo en la zona de «Agua del Durazno», hecho que no se concretó en la práctica por el trabajo planteado a través del Aero Club.
Por su parte, los integrantes del Aero Club, consiguen, en 1949, la donación primero de dos hectáreas y media la sociedad «Villa Los Quimbaletes», propiedad de Jaime Salmún y Balé hermanos, primer paso para la construcción de las pista 14-32 de 1550 m de extensión, con lo que lo que en ese mes de enero, se inician los vuelos uniendo Córdoba con La Cumbre, a través de la empresa Aero Centro de la compañía Zonda. 
El 13 de abril de 1950, se firma la escritura por la transferencia gratuita de una fracción de ciento tres hectáreas con ocho mil trescientos treinta y ocho metros cuadrados de un campo denominado «Agua del Durazno», también de Jaime Salmún, Marcos Balé, Isaac Balé, Elías Balé, Teófilo Zetoné, Salvador Cababie y Abraham Said que en definitiva se suma a lo ya donado junto a una fracción de Narciso Benbassat, aledaña al sector en la denominada «Villa Los Quimbaletes», que consta de una hectárea nueve mil ciento ochenta y nueve metros cuadrados, junto a una serie de lotes del lugar denominado «Villa Los Nogales», firmando en representación de Miguel Muñoz los señores Pedro y Gutiérrez, el legado de noventa y siete mil ochocientos dieciséis metros, quince decímetros cuadrados.
De acuerdo a lo consignado en el folio 228 de la escritura Nº 83, se deja constancia que «siendo una aspiración del vecindario del pueblo de La Cumbre poseer dentro del radio urbano un aeropuerto que facilite las actividades civiles y comerciales en la medida que el progreso de la zona lo exija, e interpretando tan justas aspiraciones, en un alto propósito de bien común, han resuelto donar en forma gratuita el Aero Club La Cumbre el terreno necesario para campo de aterrizaje». 
Siendo la única condición que «los terrenos transferidos sean dedicados al objeto a que se refiere este acto, o sea la instalación del aeropuerto; y si por cualquier circunstancia ella no se cumpliera, el Aero Club La Cumbre deberá transferir los terrenos objeto de este contrato, a favor del Superior Gobierno de la Nación, con destino a donación de una escuela, que llevará el nombre de los donantes, llegado el caso...»
En ese acto aceptaron la transferencia y el cargo expresado el Doctor Salvador Prestofelippo y Santiago Vázquez. Como testigos firmaron la escritura los vecinos Rosario Ardita y Carlos A. Guzmán.
El 12 de agosto de 1950 Aerolíneas Argentinas inauguró los vuelos a Buenos Aires, con escala en Córdoba, cumpliendo con el requisito fundamental impuesto por los nueve donantes de los terrenos donde funciona el aeródromo La Cumbre. 
Testimonios de la época
Leslie Gordon Fraser, escribía en la revista Cumbres (abril de 1958) «fue preocupación constante de la comisión directiva la búsqueda de un campo adecuado que reuniera las condiciones exigidas, por 1946 se estudió con una delegación de vecinos, constituida con tal propósito la posibilidad de obtener una extensión adecuada para el aterrizaje de aviones de pasajeros. Los residentes en esta villa, los turistas y la colonia de veraneantes apoyaron con entusiasmo el proyecto, donando importantes sumas de dinero y así contribuyendo a la preparación del futuro aeropuerto. Es así como se obtuvieron las 105 hectáreas».
Con respecto a la construcción del hangar, Fraser resalta «se vendió el taller primero y luego el automóvil para el remolque de planeadores y con este dinero se destina a la construcción del hangar. Ya se había gestionado la creación de la escuela de pilotaje ante las autoridades de la Dirección Nacional de Aviación Civil. Esta fue inaugurada a fines del año 1951». 
Pero, a ese indudable progreso aero-comercial se sumaba el aporte de trabajo y dedicación de los integrantes que obtuvieron en 1952, el primer premio de la Dirección General de Aviación Civil, al rendimiento máximo en la formación de alumnos. 
El primer festival aéreo
El domingo 8 de marzo de 1953, se realizó esta primera fiesta aérea con la participación de cerca de 40 aviones de diferentes aeroclubes argentinos.
Una agradable temperatura y un cielo con muy pocas nubes acompañó este acontecimiento, que fue la «carta de presentación» del aero club La Cumbre, en el contexto de las actividades aéreas del país.
La entidad ese año era presidida por Oscar Wilde Gatto y comenzaba a ganar prestigio por tan notable desarrollo 
El trabajo de sus integrantes es recordado por Hugo Carignani, «Roberts, donó las torres para la antena de la radio, yo conseguí a través de un contacto con Acindar los perfiles de acero para la ampliación de la secretaria, en tanto entre todos, nos dimos a la tarea de construir el piso de cemento del hangar».
Otro testimonio puntualiza que José Giménez, construyó el altar para la Virgen de Loreto, patrona de la aviación y además pintó las letras que exhibía el hangar sobre su portón: «Aero Club La Cumbre».
Los vuelos en Piper
El primer avión que se utilizó para realizar los cursos de pilotaje fue el Piper Cub J3, matrícula LV-XLU, posteriormente se sumaron el Piper PA-11, matrícula LV- YFD, que se averió el 29 de abril de 1954 y el Boyero, matrícula LV-ZFO, en esta aeronave se podía volar en tándem.
En ese año 1954, Prestofelippo, Gatto y Corzetto participaron en Brasil de la denominada Revoada 1954, con motivo del Cuarto Centenario de la ciudad de San Pablo. De 530 aviones inscriptos llegaron 228, siendo la delegación extranjera más numerosa, entre estos representantes figuraba el Aero Club de La Cumbre.
Para 1956, se había sumado otro avión triplaza, y también en su asamblea anual el 29 de julio habían asumido las nuevas autoridades del club que se conformó con Leslie Gordon Fraser como presidente, vice Realdo Roggero, secretario Raúl Vila, pro Luis Acevedo, tesorero Rodolfo Borgogno, pro Hugo Carignani, como vocales titulares Salvador Prestofelippo, Heriberto Reuter y Ángel Paredes, suplentes Salvador Gomar (h) y Fernando Loza. En la comisión de revisores de cuentas Américo Brusa, Joaquín Sabín y Alfredo Peralta, suplente Luis Gasparini.
También se designó como delegado del club en Capital Federal, al expresidente Oscar Wilde Gatto. 
En ese año 1956, durante la semana aeronáutica que se celebró entre el 23 y 30 de septiembre se habilitó la sala de pilotos, además se brindaron vuelos de bautismo gratuito a escolares de la zona.
En esta ocasión, niños de las escuelas locales, plantaron nueve retoños de pino en homenaje a quienes donaron los predios para que se erija este aeródromo.
En sus descripciones, casi fotográficas, Hugo Carignani, define «mi vida estaba en el aero club, por ello después de recibirme, fui ayudante del instructor, por mis conocimientos de vuelo acompañaba a los alumnos más avanzados para realizar, vuelos de práctica y maniobras intermedias».
Hay que destacar que fueron tres los instructores que se alternaron en esa década: José Luis Corzetto, Oscar Advino y Roberto Yoder.
Para los años 60 y 70 el instructor sería Arturo Francisco Giménez.
Un sinnúmero de anécdotas recuerda José Pascual Gomar, aseverando que entre los pilotos existía un ambiente de mucha camaradería «nos auto denominábamos comandantes, siempre recuerdo que para poder llevar pasajeros, después de haber obtenido el brevet teníamos que cumplir veinticinco horas de doble comando»
Nuevas distinciones
En 1962 Fuerza Aérea Argentina, distingue al aero club de La Cumbre, por ser la institución del país, con la mayor formación de pilotos civiles.
En 1964, se coloca la piedra basal para modernizar la estructura edilicia y de servicios del aeródromo. Los medios de prensa indican que «las fuerzas vivas de La Cumbre se han avocado de lleno a la realización de una nueva aeroestación sobre las mismas instalaciones logísticas del viejo aeródromo, bajo las entusiastas directivas del Aero Club La Cumbre que preside el Dr. Salvador Prestofelippo».
Festivales aéreos de los 60
Las convocatorias del 14 de febrero de 1965 y las del 26 de noviembre de 1967, siendo presidente del Aero Club Alberto Gowland, fueron las últimas fiestas aéreas que reunieron los máximos exponentes en esta actividad.
Aviones militares, con sus escuadrillas de acrobacia, paracaidistas, biplanos y los infaltables vuelos de bautismo con aviones del club y de instituciones de distintos lugares de la provincia y el país que se habían sumado a estos festivales que reunían a miles de espectadores en las instalaciones del aeródromo.
Los difíciles años 70
A pesar del respaldo de las intendencias del valle de Punilla, solicitando en reiteradas ocasiones la reanudación de vuelos comerciales regulares y los trabajos de pavimentación del camino de acceso, junto a la instalación de un moderno equipamiento meteorológico por parte de Fuerza Aérea, no se consiguieron las metas propuestas. 
En el período 1972/73 se desempeña como presidente Roberto Yoder, destacándose el Festival aéreo del 24 de febrero de 1973, donde por primera vez hubo una exhibición de cohetería. Desde 1976 Silvio Wolf quien dedicó muchas horas de su vida para mantener activo este aero club, consiguiendo que al final de su gestión se contara con dos aviones propios. Sus palabras reflejan un estilo y una profunda vocación de servicio «sólo cuando se quiere lo aeronáutico y se sabe que con su desarrollo se implementa el progreso de los pueblos, se le puede brindar tanto esfuerzo y sacrificio a un club aéreo. Esta es la trayectoria de los que nos precedieron y seguirá siendo la nuestra...»
En los años siguientes se produce el desmantelamiento de las instalaciones de Fuerza Aérea en 1984, la inauguración del servicio eléctrico en 1987, nuevos intentos para establecer una línea aérea comercial en 1989. Al iniciarse los 90, otro grave accidente aéreo, por causas que nunca se aclararon, enlutó a la comunidad cumbrense en aquel aciago sábado 27 de abril de 1991, cuando el avión triplaza Aero Boero, matrícula LV-LPE, se estrelló en predios del aeródromo falleciendo su piloto Roberto Bugallo, Ángela Milman de Kirwood y Lorenz Kessel, un misterioso visitante alemán.
Y otra vez la institución ingresa en un nuevo ostracismo, tal como aconteciera en 1962.
Para fines de los años 90, el vuelo libre a través del parapentismo y los aviones ultralivianos le brindan una renovada imagen que se acrecienta con la práctica de paracaidismo en el denominado vuelo libre vertical (Freefly) una combinación de saltos técnicos acrobáticos desde 4.000 metros de altura. Otras perspectivas, siempre con destino de cielo se aportaban desde este aero club. Es una historia reciente, y como tal, el tiempo será el encargado de evaluarla. 
© Escribe Francisco Capdevila, Junta de Historia de La Cumbre.